# Marie-Hélène Sola
Marie-Hélène Sola (* 1955 in  Millau, Département Aveyron; † 2017 in Nîmes, Département Gard) war eine französische Künstlerin, die der Bewegung des Fragmentisme angehörte.

## Leben
Marie-Hélène Sola wurde 1955 im südfranzösischen Millau geboren. Sie nahm ab dem Alter von 14 Jahren Malunterricht und studierte ab 1978 in Nimes Schöne Künste. Angezogen vom Kubismus, beschäftigte sie sich frühzeitig mit der Zersetzung von Formen, Asymmetrien und Brüchen. In den 1990er-Jahren gehörte Sola neben Jacques Drai (* 1935) und Mahivézu den Mitgründern der Bewegung des Fragmentisme. Sola arbeitete in Nimes, ihr Verkaufsatelier befand sich in Les Baux-de-Provence (Département Bouches-du-Rhône). Solas stellte regelmäßig in Frankreich aus, ihre Werke finden sich in Kunstgalerien in Paris und wurden international gezeigt, unter anderem in Deutschland, Japan und Großbritannien.

## Sola und der Fragmentisme
Die Bewegung des Fragmentisme entstand in den 1990er Jahren und greift in einem persönlichen und innovativen Ansatz die Dynamik fragmentierter Rhythmen in Form bunter Ketten auf. Die Bewegung sieht sich als Erben des Kubismus und arbeitet an einer Synthese zwischen zwei Welten, der Abstraktion und Figuration – was sich als roter Faden durch Solas Werke zieht. Sie zielen darauf ab, die Wahrnehmung der Betrachter zu verschieben, um sie in die Lage zu versetzen, aus der Zusammensetzung der Eigenheiten das Ganze zu verstehen. Indem sie die eigene Sicht der Welt fragmentiert, transzendiert Solas Kunst die zeitliche Welt. Im frühen 21. Jahrhundert entsteht der „evolutionäre Fragmentisme“, in dem die künstlerische Arbeit sich nicht mehr in einem bereits definierten Bereich verteilt, sondern ein Element ist, das den Raum verändern wird.